# Park na Karlově
Park na Karlově se nachází na Karlově na Novém Městě pražském v Praze 2. Své jméno nese na počet svatého císaře Karla Velikého, respektive podle kostela Nanebevzetí Panny Marie a sv. Karla Velikého, založeného králem Karlem IV. Ohraničený je ulicemi Sokolská, Ke Karlovu, Boženy Němcové a Horské. Leží v nadmořské výšce 235 metrů.

## Historie
Při zakládání Nového Města pražského ve 14. století nechal Karel IV. postavit kolem Nového Města v letech 1348–1350 gotické hradby. Po prohrané prusko-rakouské válce roku 1866 bylo rozhodnuto pražské opevnění zrušit jako zastaralé a neúčinné. Na místě zbouraných hradeb postupně vzniklo několik parků s dnešními názvy Vrchlického sady, Čelakovského sady, park na Karlově a dnes už zaniklé Švermovy sady. Park na Karlově byl založen roku 1903 podle plánu Karla Skaláka. Byl umístěn východně od bývalého kláštera kanovníků svatého Augustina a kostela Panny Marie a sv. Karla Velikého. Ve druhé polovině 20. století byl park dotčen rozsáhlými technickými realizacemi (výstavba metra, magistrály a Nuselského mostu). Do dnešní podoby byl park upraven ve druhé polovině 80. let 20. století podle projektu architekta Radima Hubičky.

## Popis
Do parku je vstup raně barokní bránou z ulice Ke Karlovu. Dominantou parku je původně gotický, barokně přestavěný kostel Nanebevzetí Panny Marie a svatého Karla Velikého. Mezi bránou a vchodem do kostela je poutní kaplička s kamennou sochou Karla IV. od sochaře Josefa Maxe z roku 1837. Před kostelem je uzavřený okruh pěší komunikace. Na západě parku uzavírá prostor areál bývalého kláštera augustiniánů kanovníků, kde je v současné době umístěno Muzeum Policie České republiky. V areálu byl roku 2009 odhalen pomník policistům a hasičům, kteří zahynuli při výkonu služby s názvem Zemřeli, aby jiní žili. Autorem pomníku je Kurt Gebauer. V parku se nacházejí cenné dřeviny, např. jerlín japonský, lípa malolistá, jírovec maďal a javor mléč. Po obvodu parku je jako ochranný oddělující prvek od magistrály vysázen hustý živý plot z keřů, např. z růže svraskalé, svídy bílé, a lísky obecné. Během dne je park veřejně přístupný, na noc se zamyká.

## Galerie

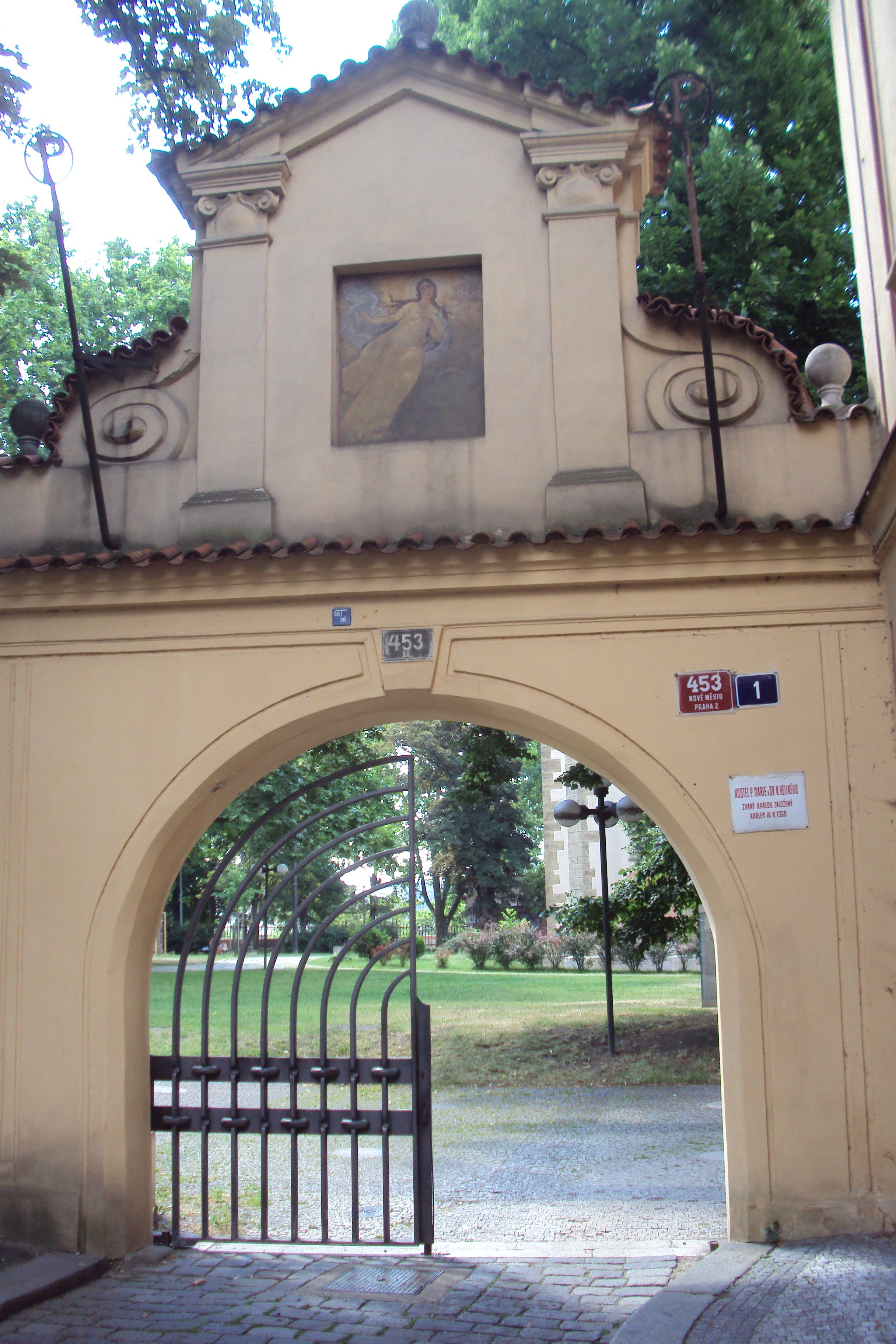
Vstupní brána
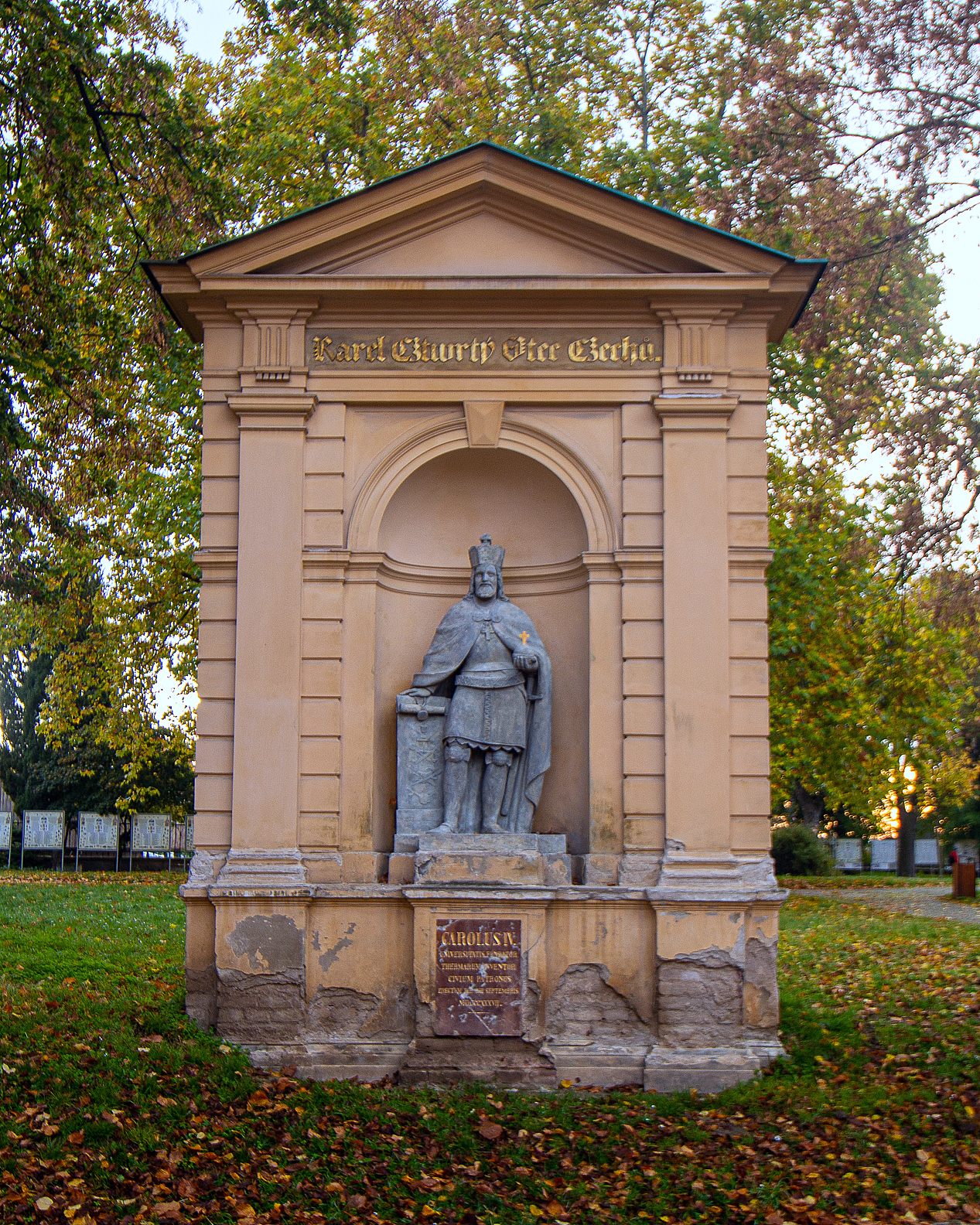
Kaplička se sochou Karla IV.
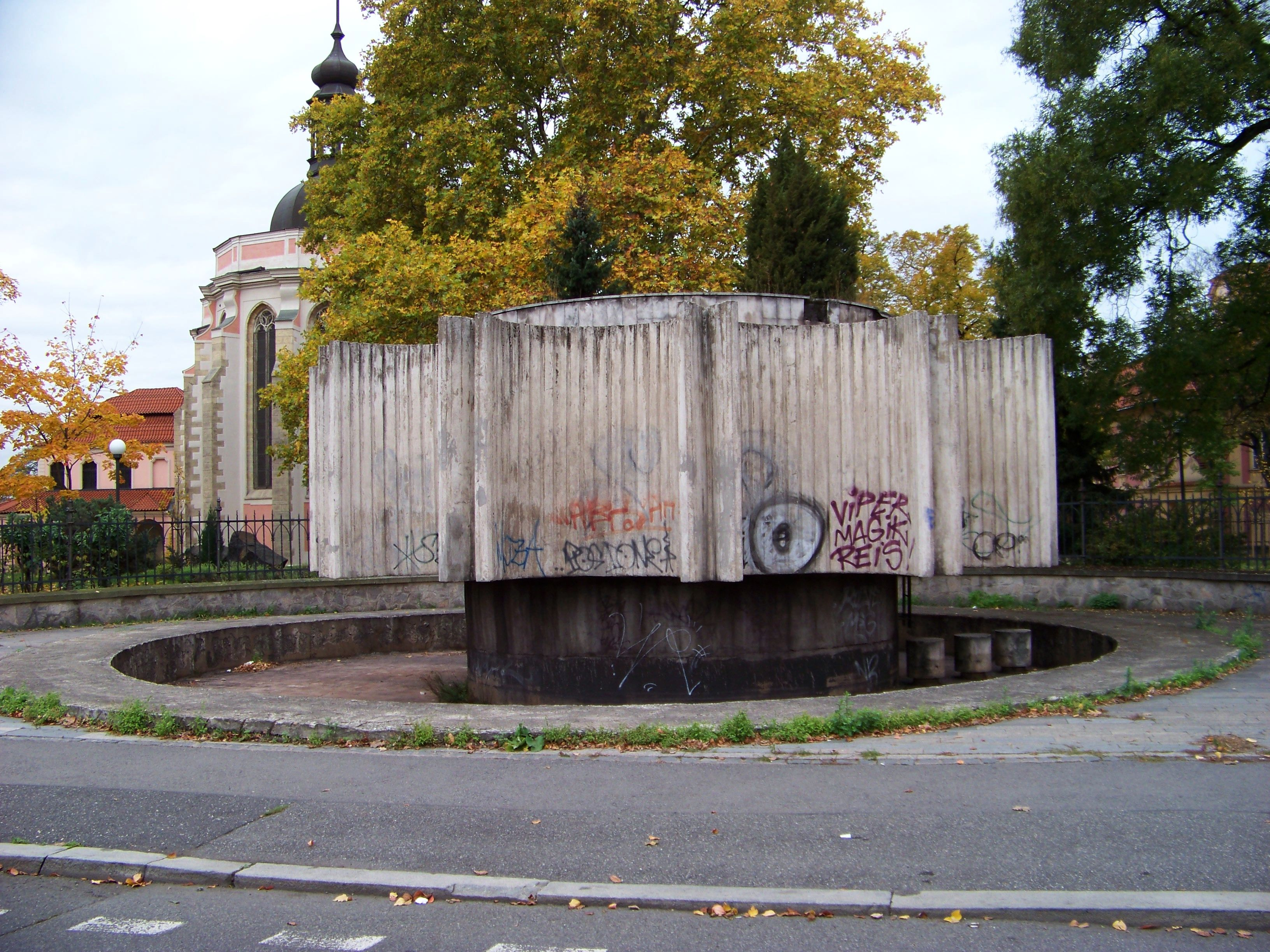
Betonová fontána
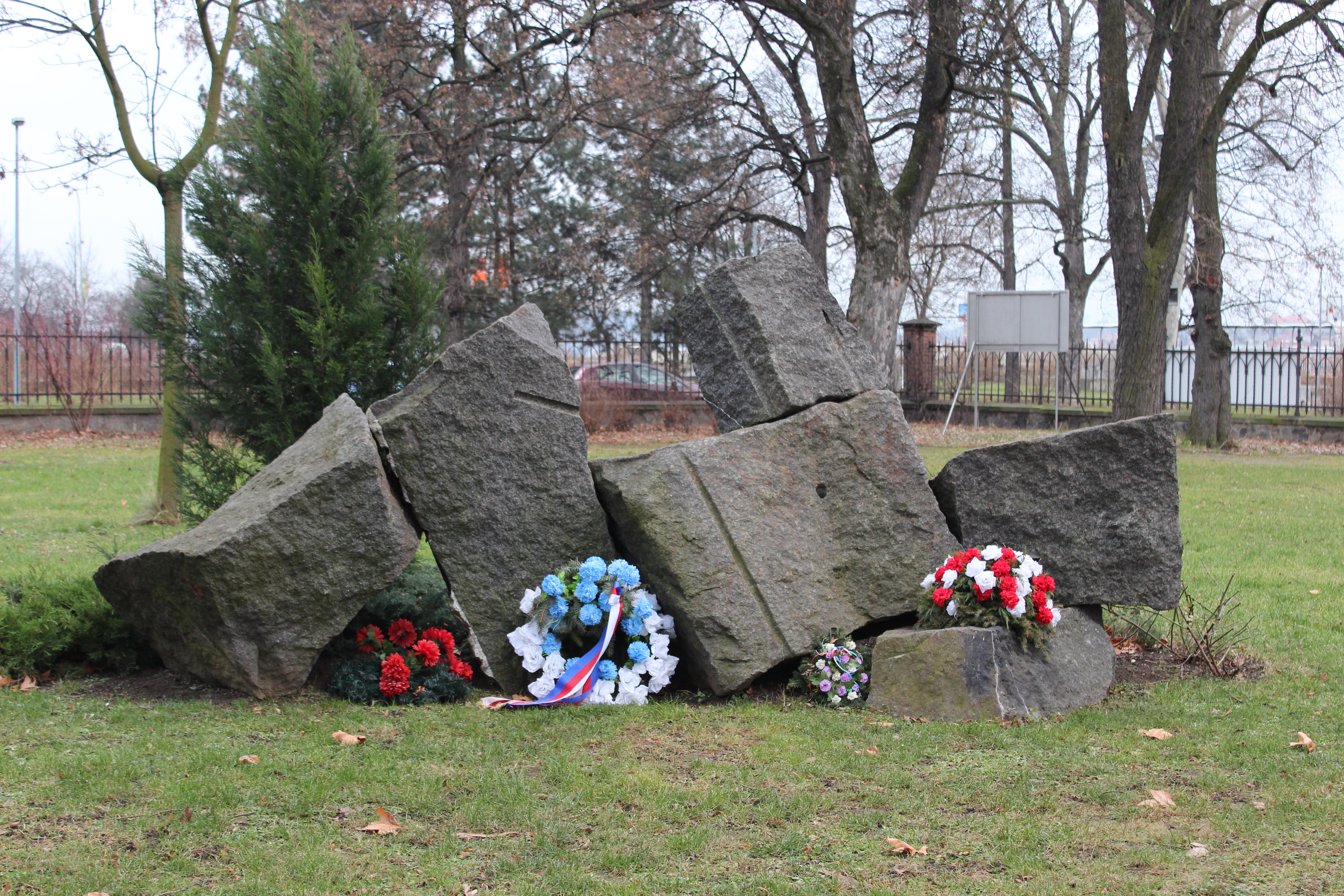
Pomník Zemřeli, aby jiní žili
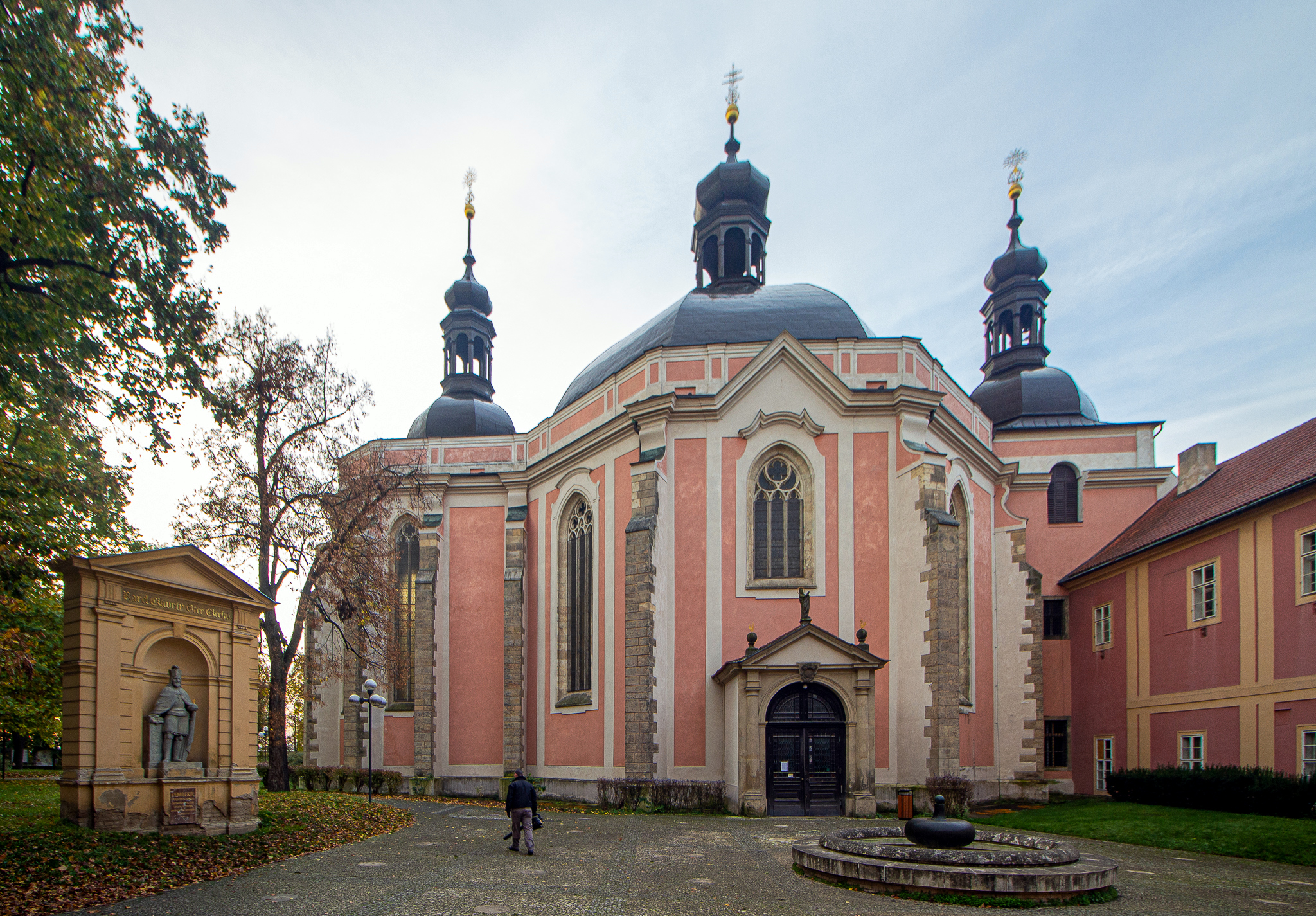
Kostel Panny Marie a sv. Karla Velikého